# BMW R 1100 R
BMW R 1100 R je motocykl kategorie naked bike, vyvinutý firmou BMW, vyráběný v letech 1994–1999. Jeho předchůdcem byl model BMW R 100 R, nástupcem se stal model BMW R 1150 R. Sesterské modely jsou sportovní BMW R 1100 RS a cestovní BMW R 1100 RT. Byl vyráběn v Berlíně.

## Technické parametry
- Rám:
- Suchá hmotnost: kg
- Pohotovostní hmotnost: kg
- Maximální rychlost: 197 km/h
- Spotřeba paliva: 5,6 l/100 km